# Lumban Rau Timur
Lumban Rau Timur is een bestuurslaag in het regentschap Toba Samosir van de provincie Noord-Sumatra, Indonesië. Lumban Rau Timur telt 811 inwoners (volkstelling 2010).